# La Tour du diable
Pour plus de détails, voir Fiche technique et Distribution.
La Tour du diable (Tower of Evil), est un film britannique réalisé par Jim O'Connolly, sorti en 1972.

## Synopsis
Sur la petite île de Snape Island, perdue au large de l’Écosse et où se dresse un unique phare, deux pêcheurs accostent et découvre le spectacle macabre de trois jeunes adolescents sauvagement assassinés. Seule survivante, Penny, dans un état second, tue un des deux pêcheurs avant d’être maîtrisée et incarcérée dans un institut spécialisé. Son récit des évènements relate des faits de sorcellerie, d’envoûtement et de rituels macabres qui se sont déroulés sur l'île. Intrigués par une lance phénicienne très ancienne trouvée empalée dans le corps d’un des adolescents, une équipe de scientifiques, accompagnée du détective Evan Brent chargé de prouver l’innocence de Penny, décide de se rendre sur place à la recherche d’un trésor dédié à la divinité Baal. Mais ils ignorent qu'un mystérieux tueur rôde sur l'île...

## Fiche technique
- Titre original :Tower of Evil
- Titre français : La Tour du diable
- Réalisation : Jim O'Connolly
- Scénario : George Baxt
- Montage : Henry Richardson
- Musique : Kenneth V. Jones
- Photographie : Desmond Dickinson
- Production : Richard Gordon
- Pays de production :  Royaume-Uni
- Langue originale : anglais
- Format : couleur
- Genre : horreur
- Durée : 89 minutes
- Dates de sortie : 
  - États-Unis : 19 mai 1972
  - France : 14 juin 1973

## Distribution
- Derek Fowlds (VF : Bernard Murat) : Dan Winthrop
- Mark Edwards (VF : Daniel Gall) : Adam
- Bryant Haliday (VF : Hans Verner) : Evan Brent
- Anna Palk (VF : Jacqueline Cohen) : Nora Winthrop
- Jill Haworth (VF : Michèle Montel) : Rose Mason
- Jack Watson (VF : Edmond Bernard) : Hamp Gurney
- John Hamill : Gary
- William Lucas : le surintendance Hawk
- Candace Glendenning (VF : Béatrice Delfe) : Penelope "Penny" Read
- Anthony Valentine (VF : Claude D'Yd) : Dr. Simpson
- Dennis Price : Laurence Bakewell
- George Coulouris : John Gurney
- Gary Hamilton (VF : Patrick Dewaere) : Brom
- Robin Askwith (VF : Yves-Marie Maurin) : Des (Jess en VF)
- Seretta Wilson : Mae
- Fredric Abbott : Saul Gurney
- Mark McBride : Michael Gurney
- Marianne Stone : L'infirmière